# نو² گاوران
نو² گاوران یک ستاره است که در صورت فلکی گاوران قرار دارد.